# Clarín

Clarín (în română Goarna) este cel mai mare ziar din Argentina, publicat de grupul media Grupo Clarín. A fost înființat de Roberto Noble la 28 august 1945 în Buenos Aires. Directorul său din 1969 a fost Ernestina Herrera de Noble.
Clarín face parte din Asociația Ziarelor din America Latină, o organizație a celor mai importante paisprezece ziare de top din America de Sud.

## Istoria
Clarín a fost creat de Roberto Noble, fost ministru al provinciei Buenos Aires, la 28 august 1945. A fost unul dintre primele ziare argentiniene publicate în format tabloid. A devenit cel mai vândut ziar argentinian din 1965 și cel mai vândut ziar de limbă spaniolă în 1985. A fost și primul ziar argentinian care a vândut o revistă împreună cu ediția de duminică din 1967. În 1969, știrile au fost împărțite în mai multe suplimente după subiect. În 1976, imprimarea în culori a beneficiat de crearea AGR.
Pentru mai mulți ani, ziaristul argentinian Horacio Estol a fost corespondentul de la New York al lui Clarin, scriind despre aspectele vieții americane de interes pentru argentinieni.
Roberto Noble a murit în 1969, iar văduva lui Ernestina Herrera de Noble i-a succedat în calitate de director. Ziarul a cumpărat Papel Prensa în 1977, împreună cu La Nación și La Razón. În 1982, sa alăturat unui grup de alte 20 de ziare pentru a crea agenția de știri „Diarios y Noticias”. Revista de duminică a fost redenumită în 1994 în "Viva", un nume care există și azi. Ziarul a creat un conglomerat media în 1999, după o reformă a legii care i-a permite să adune mai multe suporturi media, conglomerat numit după ziar, Grupo Clarín. Acest grup media include radio, televiziune, internet, alte ziare în alte domenii decât Clarín.
La data de 27 decembrie 1999, grupul Clarín și firma americană de investiții Goldman Sachs au încheiat un contract de investiții în care un consorțiu, administrat de Goldman Sachs, a făcut o investiție directă în grupul Clarín. Operațiunea a presupus o creștere a capitalului grupului Clarin și includerea Goldman Sachs în calitate de partener minoritar, cu o participație de 18% din acțiuni.
Clarín a lansat clarin.com, site-ul pentru ziar, în martie 1996. În aprilie 2011, site-ul a avut aproape 6 milioane de vizitatori unici zilnici în Argentina, ceea ce l-a făcut al cincilea cel mai vizitat site web din țară în acea lună și cel mai vizitat site cu sediul în Argentina. 
Din 2008 până în 2015, A existat un conflict între guvernul lui Fernández de Kirchner și grupul Clarín pe o varietate de probleme. Grupul Clarín este cea mai mare companie de media din Argentina, care nu numai că publică ziarul Clarín, ci deține și cel mai important operator de televiziune prin cablu, Cablevisión, un important canal de televiziune Canal 13, o serie de rețele de cablu și sute de licențe radio.

## Tiraj
Clarín tipărește și distribuie în jur de 330.000 de exemplare pe întreg teritoriul țării, dar până în 2012, tirajul a scăzut la 270.444 exemplare, iar Clarín a reprezentat aproape 21% din piața ziarelor argentiniene, față de 35% în 1983. Clarín are o cotă de piață de 44% în Buenos Aires.
Potrivit furnizorilor de servicii de analiză web, Alexa și SimilarWeb, site-ul Clarín este al 10-lea, respectiv al 14-lea, cel mai vizitat site web în Argentina, în august 2015. SimilarWeb notează site-ul ca fiind al treilea site de știri cel mai vizitat în Argentina, atrăgând aproape 32 de milioane de vizitatori pe lună.